# Destar
Es una potente interfaz web, basada en python que permite configurar de manera rápida y sencilla Asterisk.

## Historia
Este proyecto lo inicia Holger Schurig, en Alemania. Buscando desarrollar una interfaz web atractiva, amigable la cual permita configurar y mantener rápidamente PBX.
En la actualidad Avatar, empresa dedicada al desarrollo de soluciones de VoIp, mantiene este software.

## Descripción

### Características
- Robusto
- Flexible
- De código abierto

### Filosofía
Basados en el trabajo en equipo, los desarrolladores de Destar, han buscado acercase a las empresas que requieran soluciones robustas para configurar servidores Asterisk.

### Licencias
Destar se distribuye bajo licencia GPL2.